# Măștile timpului
Măștile timpului (engleză: The Masks of Time) este un roman științifico-fantastic de Robert Silverberg despre călătoria în timp, prima oară publicat în mai 1968 de Ballantine Books. A fost nominalizat la Premiul Nebula în 1968. În Marea Britanie, romanul a fost publicat sub titlul Vornan-19. Este un roman asemănător ca temă cu Străin într-o țară străină (Stranger in a Stranger Land) de Robert A. Heinlein.

## Prezentare
În preajma anului 2000, milenariștii și profeții apocalipsului s-au înmulțit. La 25 decembrie 1998 o ființă se materializează brusc la Roma, în centrul orașului și pretinde că vine din viitor. Mulțimea crede că ființa este un nou Mesia și apare o nouă religie. De fapt, ființa care se numește Vornan-19 nu este decât un „turist” indiferent venit de undeva din anul 2999. Acesta își va urma destinul reîncarnând celebrele destine de la începutul creștinismului.